# 메나헴 프레슬러

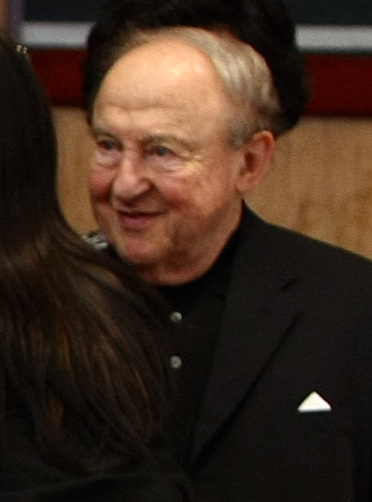
2009년 모습

메나헴 프레슬러(מנחם פרסלר) 1923년 12월 16일~2023년 5월 6일) 독일 태생의 이스라엘계 미국인 피아니스트이다.
수정의 밤에 프레슬러와 그의 직계 가족은 1939년에 나치 독일을 떠나 처음에는 이탈리아로, 그 다음에는 팔레스타인으로 도피했다. 그의 조부모, 삼촌, 숙모 및 사촌들은 모두 강제 수용소에서 사망했다. 그의 경력은 1946년 샌프란시스코 드뷔시 국제 피아노 콩쿠르에서 1위를 차지한 후 시작되었다. 그의 카네기 홀 데뷔는 유진 오르만디가 지휘하는 필라델피아 오케스트라와 함께 이어졌다.
1955년부터 프레슬러는 인디애나 대학교 제이콥스 음대에서 피아노 교수진을 가르쳤으며, 그곳에서 음악 석좌교수로 재직하고 있다. 실내악 연주자로 데뷔한 것은 1955년 버크셔 페스티벌(Berkshire Festival )에서 다니엘 기레(Daniel Guilet), 바이올린 베르나르 그린하우스(Bernard Greenhouse )와 함께 보자르 삼중주단의 피아니스트로 출연했다. 2008년 삼중주단이 해산될 때까지 몇 번의 멤버십 변경을 포함하여 전체 존재 동안 그룹과 함께 공연한 유일한 오리지널 멤버였다. 2010년에는 보자르 트리오의 마지막 첼리스트인 안토니오 메네세스와 라인가우 음악제에서 협연했고, 이전에 랑데뷰 시리즈에 출연했다.
프레슬러는 2008년 수정의 밤 70주년을 맞아 독일로 돌아왔다. 2014년 1월, 90세의 나이로 베를린 필하모닉과 함께 데뷔했다. 2014년 새해 전야 콘서트에서 베를린 필하모닉과 사이먼 래틀 경과 그의 연주는 전 세계에 생중계되었다.
보자르 트리오는 Philips를 위해 광범위한 녹음 시리즈를 만들었다. 프레슬러는 피아노 솔로 음악을 녹음했다. 이미 1950년대 초에 그는 상당한 양의 피아노 독주 음악 과 미국 레이블 MGM을 위해 다양한 작곡가의 피아노와 오케스트라를 위해 녹음했다.